# Aduela

Representação esquemática do arco: 1-Chave; 2-Aduela; 3-Extradorso; 4-Saimel; 5-Intradorso; 6-Flecha; 7-Vão; 8-Contraforte

Aduela é 1. O nome do bloco em cunha que compõe a zona curva de um arco, colocada em sentido radial com a face côncava para o interior e a convexa para o exterior. 2. Estruturas pré-fabricadas de concreto armado que podem apresentar seção transversal retangular, quadrada ou ovóide, com junta rígida tipo macho e fêmea. 3. Arremate dos vãos de portas ou janelas que guarnece o vão e recebe as dobradiças, composto de 2 ombreiras e uma padieira e nela se fixam as guarnições ou alizares.
A aduela do centro, que fecha o arco, chama-se chave. A parte interior das aduelas chama-se intradorso e o que não se vê por estar dentro da construção é o extradorso.
As aduelas são utilizadas principalmente como travessias de pequenos córregos, em alguns casos exercendo a função de pontes.